# Ізабела Чорторийська
Ізабела (спершу — Ельжбета) Дорота з Флемінгів Чорторийська, (пол. Izabela Dorota z Flemmingów Czartoryska; 3 березня 1746, Варшава — 17 червня 1835, Висоцько) — польська аристократка доби Просвітництва, дружина князя Адама Казимира Чорторийського, через якого увійшла до Фамілії, у період Чотирирічного сейму була пов'язана з Патріотичною партією. У молодості знана свободою звичаїв; серед її коханців були, зокрема, король Станіслав Август Понятовський та Микола Рєпнін, російський посол у Варшаві. На пізнішому етапі життя брала активну участь у політичному житті пізнього періоду Речі Посполитої та перших років XIX ст. Письменниця, меценатка мистецтва, колекціонерка історичних пам'яток, які збирала як у Польщі, так і під час своїх численних подорожей по Європі. Після втрати Польщею незалежності утворила перший польський музей у Святині Сибілли у місті Пулави, який разом із колекцією так само заснованого нею в Пулавах Готичного будинку став основою сучасного Музею Чарторийських у Кракові. Мати, зокрема, політика та князя Адама Чарторийського та письменниці Марії Віртемберської.

## Творчість Ізабели Чарторийської
Ізабела Чарторийська займалася літературною діяльністю протягом усього життя. Писала спогади, вірші, моралізаторські книжки. Її творчість, так само як і перебудова пулавського палацу з парком, була утримана в дусі сентименталізму; класицизму княгиня Ізабела не сприймала. Ізабела Чарторийська також склала каталоги своїх музейних колекцій та написала книгу про закладення парків. Більшість її творів за її життя існувала лише у вигляді рукописів, і всіх її творів не видано друком й донині.

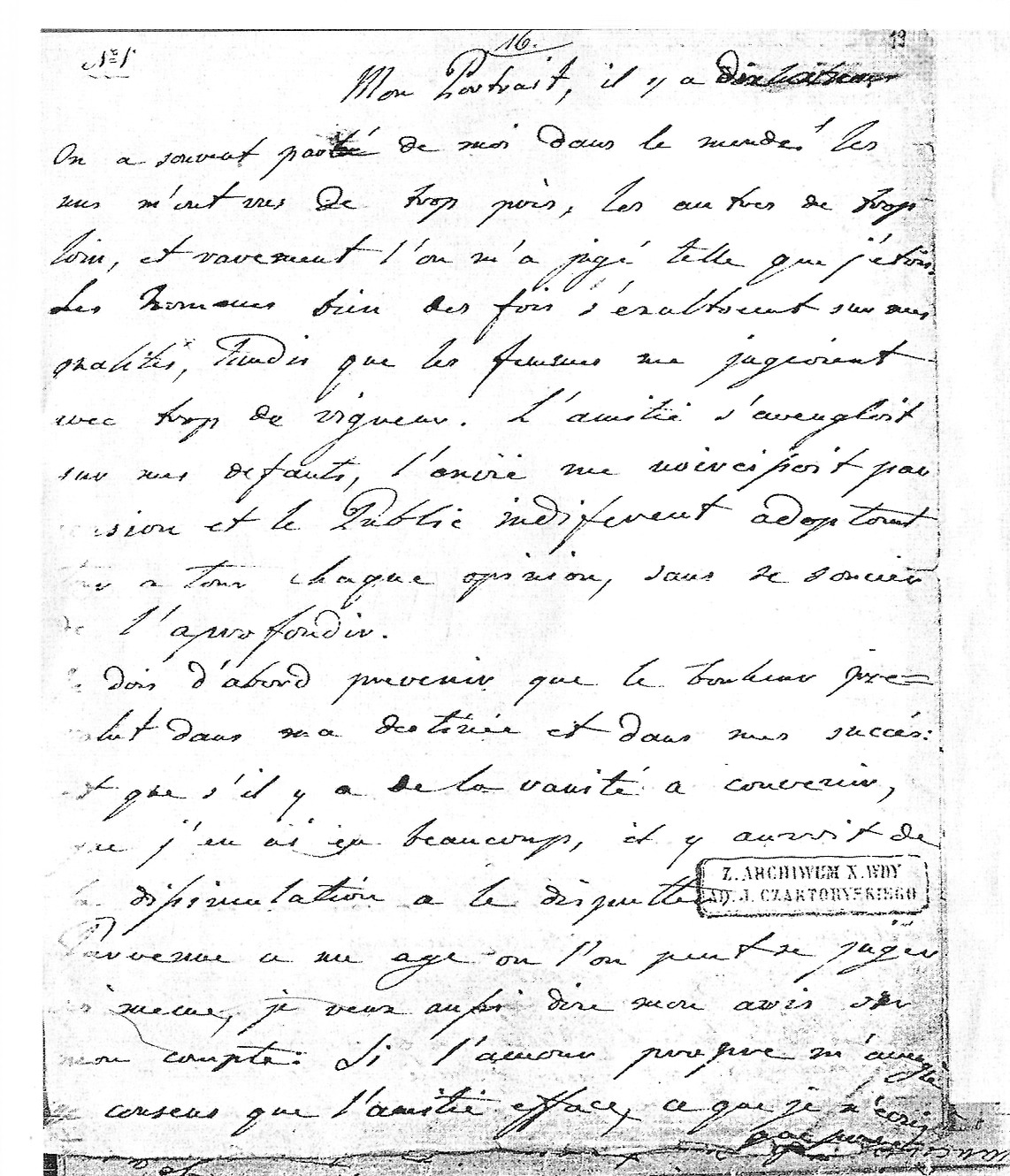
Рукопис Mon portrait, il y a dix ans Ізабели Чарторийської

Опубліковані твори Ізабели Чарторийської:
- Myśli różne o sposobie zakładania ogrodów (1805)
- Książka do pacierzy dla dzieci wiejskich podczas Mszy Świętej dla szkółki puławskiej napisana (1815)
- Pielgrzym w Dobromilu czyli nauki wiejskie z dodatkiem powieści i 40 obrazkami (1819)
- Pielgrzym w Dobromilu, część druga, czyli dalszy ciąg nauk wiejskich z dziesięcią obrazkami i muzyką (1821)
- Dyliżansem przez Śląsk: Dziennik podróży do Cieplic w roku 1816 (вид. 1868)
- Katalog Sybilli (1827)
- Poczet pamiątek zachowanych w Domu Gotyckim w Puławach (1828)
- Korepondencya księżny Izabelli Czartoryskiéj z poetą Delille'm (вид. 1887)
- Listy z hr. Flemingów księżny Izabelli Czartoryskiej do starszego syna swego księcia Adama (вид. 1887)
- Correspondance inédite d'Isabelle Czartoryska avec J. C. Lavater (вид. 1870)

Окремі неопубліковані праці:
- Mon portrait, il y a dix ans (спогади)
- Mémoires et écrit divers (спогади)
- Tour through England
- Katalog pamiątek złożonych w Domu Gotyckim w Puławach
- Aventure bizarre mais vrai arrivée à Puławy (фантастично-сентиментальне оповідання)
- Вірші: Wierzba i płacząca brzoza, Do wojska polskiego, Przypatrzmy się przyrodzie та інші.